# أولا بولسين
أولا بولسين (بالدنماركية: Ulla Poulsen Skou)‏ هي ممثلة دنماركية، ولدت في 2 مايو 1905، وتوفيت في 21 أبريل 2001.

## وصلات خارجية
- أولا بولسين على موقع IMDb (الإنجليزية)
- أولا بولسين على موقع قاعدة بيانات الفيلم (الإنجليزية)
- أولا بولسين على موقع كينوبويسك (الروسية)